# اشتفان اشتاینوگ
اشتفان اشتاینوگ (آلمانی: Stefan Steinweg؛ زادهٔ ۲۴ فوریهٔ ۱۹۶۹) دوچرخه‌سوار اهل آلمان است.
وی همچنین برندهٔ جوایزی همچون برگ بوی نقره‌ای شده‌است.
وی در مسابقات کشوری و بین‌المللی در مجموع برندهٔ ۱ مدال طلا شده‌است.